# Leonyid Danilovics Kucsma
Leonyid Danilovics Kucsma (ukrán betűkkel: Леонід Данилович Кучма; Csajkine, 1938. augusztus 9. –) ukrán gépészmérnök, politikus. 1992 októbere és 1993 szeptembere között Ukrajna miniszterelnöke, majd 1994–2005 között két hivatali cikluson keresztül elnök volt.

## Élete
Ukrajna Csernyihivi területének Novhorod-sziverszkiji járásában fekvő Csajkine nevű kis faluban született 1938-ban. Apja, Danilo Prokopovics Kucsma (1901–1942) erdészként dolgozott. Részt vett a második világháborúban  1942. február 7-én a Volhov folyó környékén vívott harcokban szerzett tüdősérülés következtében hunyt el Novoszelici 756. sz. tábori kórházában. Anyja, Paraszka Trohimivna Kucsma (1906–1986) kolhozmunkás volt.
Kosztobobrivban járt középiskolába. Majd a Dnyipropetrovszki Állami Egyetemen tanult, ahol 1960-ban gépészmérnöki végzettséget szerzett. Még egyetemi tanulmányai alatt belépett az SZKP-ba. Az egyetem elvégzése után a dnyipropetrovszki Juzsmas (a szovjet időkben oroszul Juzsnoje, ma Pivdenmas) munkatársa lett. 1961-ben megismerkedett, majd 1967-ben házasságot kötött Ljudmila Tumanovnával (született Ljudmila Talalajeva), Gennagyij Tumanov, a tervezőiroda főmérnökének (később középgépgyártási miniszter) nevelt lányával. Szakmai karrierje már fiatal mérnökként gyors lendületet vett. 28 éves volt, amikor kinevezték a tervezőiroda bajkonuri kísérleti telepének a műszaki vezetőjévé, egyes elemzők szerint ehhez apósa is jelentős segítséget nyújtott.
38 évesen Kucsma a Juzsnyij Gépgyár kommunista pártfőnöke és az Ukrán Kommunista Párt Központi Bizottságának tagja lett, valamint a Szovjetunió Kommunista Pártja 27. és 28. kongresszusának küldöttje volt. Az 1980-as évek végére Kucsma már nyíltan bírálta a kommunista pártot.
1982-ben Kucsmát kinevezték a Juzsmas általános tervezőmérnökének első helyettesévé, 1986-tól 1992-ig pedig a vállalat vezérigazgatói posztját töltötte be. 1990 és 1992 között Kucsma a Verhovna Rada (Ukrajna parlamentje) tagja volt. 1992-ben kinevezték Ukrajna miniszterelnökévé, ám egy évvel később a reformok lassú ütemére hivatkozva lemondott. 

## Politikai karrierje

### Ukrajna elnöke (1994-2005)
Kucsma 1993 szeptemberében valójában azért mondott le az ukrán miniszterelnöki tisztségről, hogy 1994-ben induljon az elnöki posztért azzal a programmal, hogy az Oroszországgal való gazdasági kapcsolatok helyreállításával és a piacpárti reformok felgyorsításával fellendíti a gazdaságot. Kucsma egyértelmű győzelmet aratott Leonyid Kravcsuk hivatalban lévő elnökkel szemben, a keleti és déli ipari területek erős támogatását élvezve. Legrosszabb eredményeit az ország nyugati részén érte el.
Kucsmát 1999-ben újraválasztották a második ciklusára. Ezúttal azok a területek, amelyek legutóbb a legerősebb támogatást biztosították neki, az ellenfeleire szavaztak, és azok a területek, amelyek legutóbb ellene szavaztak, az ő támogatói lettek.

Kucsma elnöksége alatt bezáratta az ellenzéki lapokat, és több újságíró és politikai ellenfél, például Viacseszlav Csornovil rejtélyes körülmények között meghalt. Szerhij Jekelcsik történész szerint Kucsma elnök kormánya szabadon alkalmazott választási csalást a 2000-es alkotmányos népszavazás és az 1999-es elnökválasztás során.

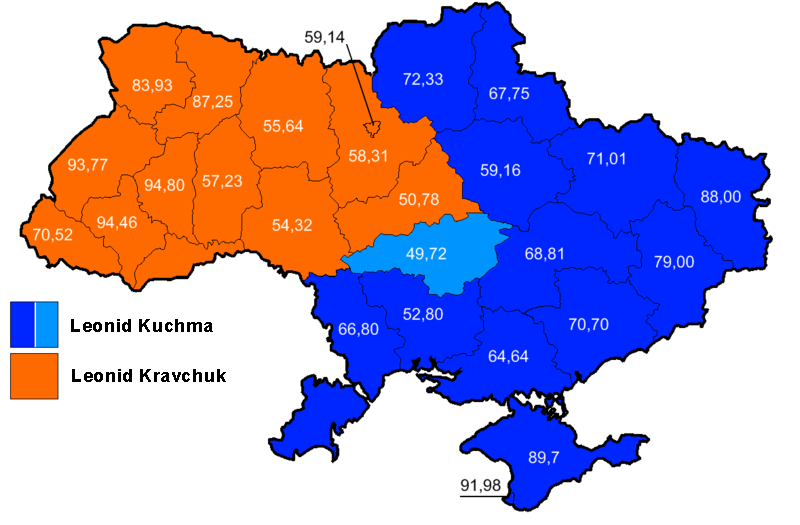
Az 1994-es elnökválasztás második fordulójának eredményei: kék - Leonyid Kucsma, narancssárga - Leonyid Kravcsuk.
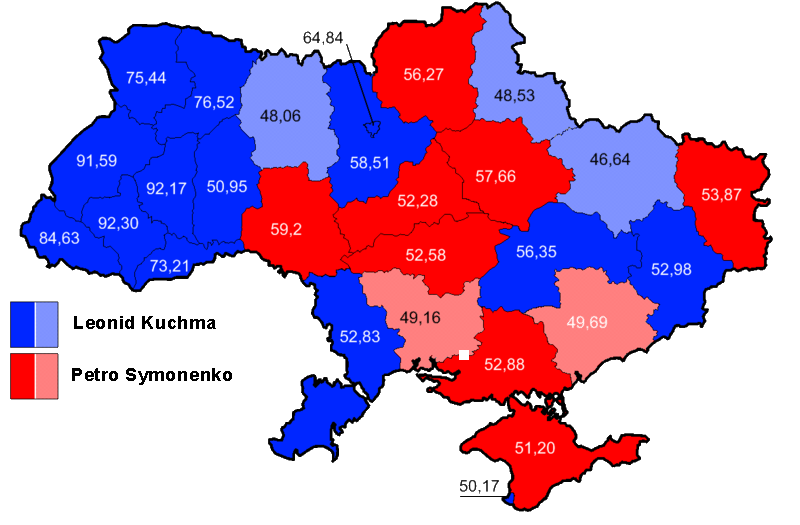
Az 1999-es elnökválasztás második fordulójának eredményei: kék - Leonyid Kucsma, piros - Petro Szimonenko